# Juliana von Falconieri

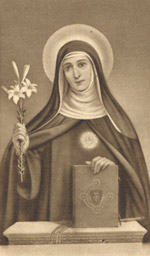
Hl. Juliana Falconieri mit ihren Attributen Hostie, heilige Schrift und Lilie

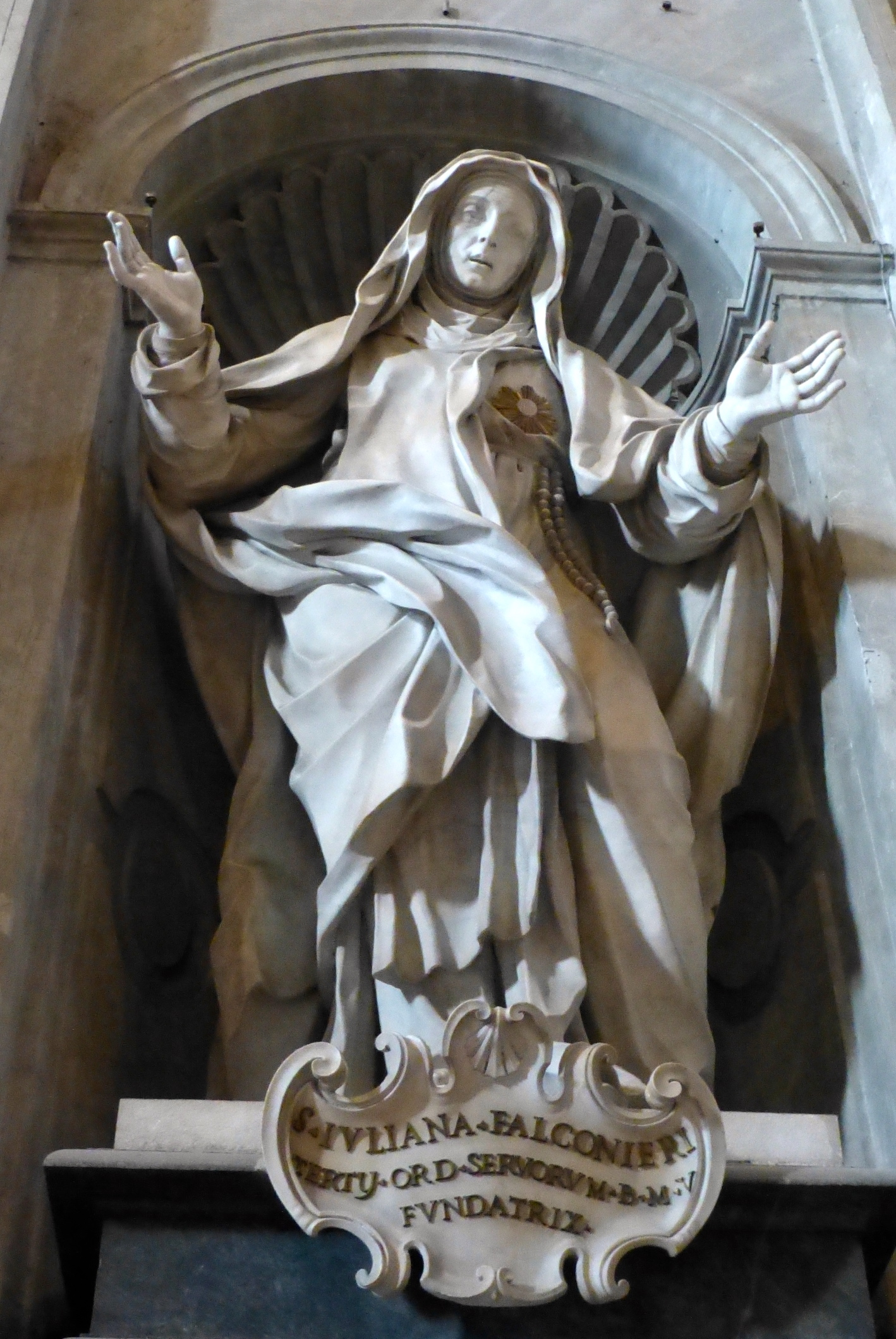
Statue der hl. Juliana Falconieri im Petersdom in Rom (Pietro Paolo Campi)

Juliana (von) Falconieri (* um 1270 in Florenz, Italien; † 19. Juni 1341 daselbst) war Gründerin der Ordensgemeinschaft der Servitinnen (Dienerinnen Mariä) und wurde 1737 von der römisch-katholischen Kirche heiliggesprochen.

## Leben
Juliana Falconieri entstammte einer adeligen florentiner Familie. Sie entschloss sich früh, ein gottgeweihtes Leben zu führen. Vom heiligen Philipp Benizi, der als zweiter Gründer des Servitenordens gilt, erhielt Juliana den Habit des dritten Ordens der Serviten und wurde so Ordensgründerin der Servitinnen.
Juliana Falconieri lebte als geweihte Jungfrau anfänglich noch bei ihren Eltern. Nachdem beide gestorben waren, gründete sie im Jahr 1305 das erste Kloster der neuen Gemeinschaft, die sich vor allem der Krankenpflege widmete. Die Ordensgemeinschaft der Servitinnen wurde von Papst Martin V. durch die Bulle Sedis apostolicae providentia bestätigt.
Sr. Juliana starb am 19. Juni 1341. Bei ihrem Sterben hat sich der Legende nach ein Wunder ereignet. Da sie die zur Wegzehrung gereichte Hostie nicht mehr schlucken konnte, wurde diese ihr nach ihrem Wunsch auf die Brust gelegt, wo sie verschwand. In der Ikonographie wird Juliana Falconieri daher mit der Hostie als Attribut dargestellt.
Das Grab Sr. Julianas befindet sich in der Kirche Mariä Verkündigung in Florenz.
Juliana Falconieri wurde durch Papst Clemens XII. 1694 selig und 1737 zusammen mit Katharina von Genua, Vinzenz von Paul und Franz Regis heiliggesprochen. Ihr Gedenktag ist der 19. Juni.